# 八丁原発電所
八丁原発電所（はっちょうばるはつでんしょ）は、大分県玖珠郡九重町に所在する地熱発電所である。九電みらいエナジー（九州電力の子会社）が運営する。

## 概要
出力11万kWで、発電所全体の出力としては、一般家庭約3万7千軒の需要を担う能力を持つ日本最大の地熱発電所である。事業用としては九州で2番目（全国で5番目）に完成した。
活火山である九重連山に近い標高1,100メートルの高原に位置し、九重連山の地熱地帯の地熱によって加熱された高温の蒸気を利用して発電を行う。
発電所は無人で運転されており、運転・監視は約2km離れた大岳発電所からオペレーターによる遠隔操作で行われている。発電所には展示館が併設されており、見学が可能である。
深さ760mから3,000mの井戸（蒸気井）が31本あり（うち生産井は計21本）、そこから合計で1時間あたり890トンの蒸気を得ている。発電に利用された後の熱水は計10本の還元井で地下に戻される他、一部は第三セクターによる温泉供給会社である筋湯温泉供給株式会社を介して、砒素脱却装置を通した上で近隣の温泉地へ供給されている。2004年に温泉偽装問題が起きた際に、週刊ポストが、当発電所が供給する熱水を温泉として利用していた筋湯温泉を「工業廃水を温泉と偽装」と報じたが、直ちに九州電力や大分県、九重町が、一連の偽装とは異なり温泉そのものに問題はないことを反論した。

## 発電設備
- 総出力：112,000kW[9]

1号機
- 定格出力：55,000kW
- 営業運転開始：1977年（昭和52年）6月

2号機
- 定格出力：55,000kW
- 営業運転開始：1990年（平成2年）6月

バイナリー発電
- 定格出力：2,000kW
- 営業運転開始：2006年（平成18年）4月

### バイナリー発電
構内に地熱バイナリー発電方式を採用した八丁原バイナリー発電施設がある。創業当初160℃の熱水を利用していたが、130℃まで減衰したため、国内初のバイナリーサイクル方式を導入することとなった。イスラエルのオーマット社製の設備で出力は2,000kW。沸点が低いペンタンを熱媒体として利用し、比較的温度の低い蒸気や熱水を利用して発電を行っている。2006年4月より2年間の試験運転を経て、営業運転を開始した。

## 沿革
- 1949年（昭和24年） - 大分県下の地熱地帯の地質等の調査を開始。
- 1953年（昭和28年） - 九重町大岳地区の地質等の調査を開始。
- 1977年（昭和52年）6月 - 1号機の営業運転開始。
- 1990年（平成2年）6月 - 2号機の営業運転開始。
- 2003年（平成15年）8月 - 八丁原バイナリー発電施設の建設工事に着工
- 2006年（平成18年）4月 - 八丁原バイナリー発電所が試験運転開始。
- 2008年（平成20年） - 八丁原バイナリー発電所が営業運転開始。
- 2024年（令和6年）4月 - 八丁原発電所が九州電力から九電みらいエナジー株式会社（九州電力の子会社）に移管された[1]。

## 見学・学習
展示館が併設されており、展示館での地熱発電の学習や発電所内の見学が可能である。また、周辺には阿蘇くじゅう国立公園の長者原ビジターセンターがあり、環境学習などができる。